# Internazionali d'Italia 1955
Gli Internazionali d'Italia 1955 sono stati un torneo di tennis giocato sulla terra rossa. È stata la 12ª edizione degli Internazionali d'Italia. Sia il torneo maschile sia quello femminile si sono giocati al Foro Italico di Roma in Italia.

## Campioni

### Singolare maschile
Fausto Gardini ha battuto in finale  Giuseppe Merlo con il punteggio di 1–6, 6–1, 3–6, 6–6 rit.

### Singolare femminile
Patricia Ward  ha battuto in finale  Erika Vollmer con il punteggio di 6–4, 6–3

### Doppio maschile
Art Larsen /  Enrique Morea  hanno battuto in finale   Nicola Pietrangeli /  Orlando Sirola con il punteggio di 6–1, 6–4, 4–6, 7–5

### Doppio femminile
Christiane Mercelis /  Patricia Ward  hanno battuto in finale  Fay Muller /  Beryl Penrose  6–4, 10-8

### Doppio misto
Patricia Ward /  Enrique Morea  hanno battuto in finale  Beryl Penrose  / Mervyn Rose per abbandono